# کامیجیما، اهیمه
کامیجیما، اهیمه (به لاتین: Kamijima, Ehime) یک منطقهٔ مسکونی در ژاپن است که در استان اهیمه واقع شده‌است. کامیجیما  ۸٬۱۱۶ نفر جمعیت دارد.